# Lutz Schmidt

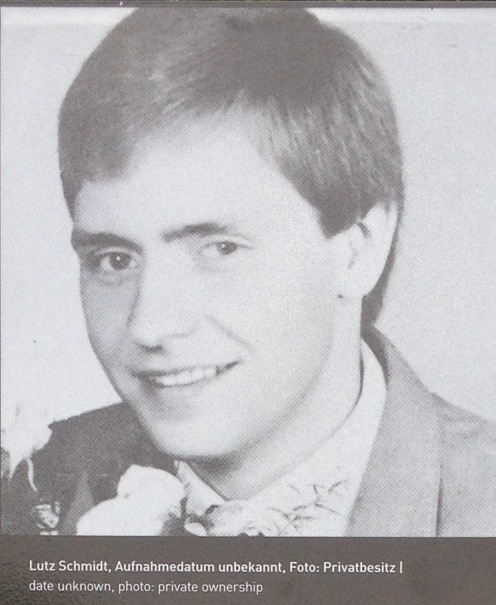
Detail der Lutz-Schmidt-Gedenkstele in Berlin-Altglienicke

Lutz Schmidt (* 8. Juli 1962 in Zittau; † 12. Februar 1987 in Berlin) war ein Todesopfer an der Berliner Mauer. Angehörige der Grenztruppen der DDR erschossen ihn bei einem Fluchtversuch.

## Leben
Lutz Schmidt war seit seiner Jugend Radsportler. Im Alter von 14 Jahren ging er zum SC Dynamo Berlin. Er machte sein Abitur an der Jugendsportschule des Vereins. Als er sich weigerte, in die SED einzutreten, endete seine Sportlerkarriere. Er lernte mit 18 Jahren seine spätere Frau Karin, die alleinerziehende Mutter einer Tochter, kennen. Mit ihr bekam er einen Sohn. Mit einer Lehre zum Montageschlosser orientierte er sich beruflich neu. Nach dem Militärdienst in der Nationalen Volksarmee nahm er eine Tätigkeit bei Auto Trans Berlin an, da er so bessere Chancen sah, Material für einen geplanten Hausbau zu erhalten.
Das Ehepaar hatte Kontakte in die Bundesrepublik und die Vereinigten Staaten, wodurch sie die unterschiedlichen Lebensweisen in Ost und West erkannten. Sie beschlossen, ihre Zukunft im Westen zu suchen, wollten wegen der erwarteten Nachteile aber keinen offiziellen Ausreiseantrag stellen. Nachdem ihr erster Versuch mittels eines Besuchsantrags gescheitert war, sollte Lutz Schmidt zunächst alleine fliehen und die Familie später nachkommen. Nach verschiedenen Fluchtplänen entschied Lutz Schmidt, zusammen mit einem Arbeitskollegen die Flucht über die Mauer zu versuchen. Sie suchten sich den 12. Februar 1987 aus, da an diesem Tag der Besuch westdeutscher Politiker in Ost-Berlin anstand und das nebelige Wetter eine bessere Tarnung bot. Kurz vor der Grenze im Ortsteil Altglienicke (Stadtbezirk Treptow) stießen die beiden mit ihrem Lkw fast mit einem Funkstreifenwagen zusammen und kamen von der Straße ab. Als sich ihr Lkw festfuhr, sprangen sie aus dem Wagen und rannten mit den mitgeführten Leitern zum Grenzstreifen. Die Volkspolizisten informierten die Grenzposten in der Nähe.
An der Grenze angekommen kletterten Lutz Schmidt und sein Begleiter mit den Leitern über den Signalzaun und rannten weiter Richtung Mauer. Eine ihrer Leitern verfing sich im Stacheldrahtzaun. Die verbliebene Leiter legten sie an die Mauer, sie rutschte jedoch ab, so dass ein Abstand von zwei Metern zur Mauerkrone verblieb. Lutz Schmidt half seinem Begleiter hinauf. Dieser konnte Lutz Schmidt aber nicht nachziehen. Bei einem erneuten Versuch fiel der Begleiter auf West-Berliner Seite von der Mauer, während Lutz Schmidt von herannahenden Grenzsoldaten beschossen wurde und einen Treffer ins Herz erlitt. Er verstarb vor Ort.
Das Ministerium für Staatssicherheit verpflichtete Karin Schmidt, über die Umstände des Todes Stillschweigen zu bewahren und im Bekanntenkreis anzugeben, es habe sich um einen Verkehrsunfall gehandelt. Die Mauerschüsse verursachten im Westen großes Medieninteresse; der Name von Lutz Schmidt wurde aber erst später bekannt. Gegen die beiden Grenzsoldaten, die für den Tod von Lutz Schmidt mit der Medaille für vorbildlichen Grenzdienst ausgezeichnet wurden, erhob die Staatsanwaltschaft Berlin 1993 in einem Mauerschützenprozess Anklage vor dem Landgericht Berlin. 1995 erging das Urteil wegen gemeinschaftlichen Totschlags mit Freiheitsstrafen von zwei Jahren auf Bewährung. Karin Schmidt trat in dem Prozess und in weiteren Prozessen gegen Mitglieder des SED-Politbüros als Nebenklägerin auf.
Am 13. August 2009 wurde die frühere Rheingoldstraße in Berlin-Altglienicke, wo Lutz Schmidt erschossen wurde, in Lutz-Schmidt-Straße umbenannt. Dort befindet sich auch eine Gedenkstele, die an die Ereignisse erinnert.
Das SED-Politbüromitglied Siegfried Lorenz wurde wegen Beihilfe zum Mord an drei Flüchtlingen, darunter Schmidt, zu einer Freiheitsstrafe von 15 Monaten auf Bewährung verurteilt.